# Las Virreinas
Las Virreinas, también conocido como Finca Las Virreinas, es un barrio perteneciente al distrito Palma-Palmilla de la ciudad andaluza de Málaga, España. Según la delimitación oficial del ayuntamiento, limita al norte con la Ronda Oeste de la A-7; al este, con el río Guadalmedina, que lo separa del barrio de Ciudad Jardín; al sur, con los barrios de Virreina y 26 de febrero; al suroeste, con los barrios de La Palma y Virreina Alta; y al oeste, con los terrenos del Parque Las Virreinas.

## Transporte
En autobús queda conectado mediante las siguientes líneas de la EMT: 
| Línea | Trayecto                  | Recorrido | Frecuencia    |
| ----- | ------------------------- | --------- | ------------- |
| 15    | La Virreina - Santa Paula | Recorrido | 11-12 minutos |
| 17    | Atarazanas - La Palma     | Recorrido | 10 minutos    |